# Natasja Saad
Natasja Saad (née le 31 octobre 1974 à Copenhague et morte le 24 juin 2007 à Spanish Town) est une rappeuse et chanteuse reggae danoise. Aussi connue sous les pseudonymes Lille T et Natasja, elle a notamment prêté sa voix pour un single d'Enur devenu populaire en 2007, reprise de Calabria (en).

## Biographie

### Carrière
Natasja Saad a notamment prêté sa voix pour un single d'Enur devenu populaire en 2007, reprise de Calabria (en).Le single s'est hissé au numéro un du Billboard Hot dance Airplay.

### Décès
Natasja Saad est décédée le 24 juin 2007, dans un accident de voiture à Spanish Town, en Jamaïque. Deux autres passagers furent gravement blessés, mais l'amie de Saad, la chanteuse danoise Karen Mukupa, en sortit presque indemne. Saad et ses passagers furent conduit d'urgence au Spanish Town Hospital où l'on prononça le décès de la chanteuse.
L'accident fut ressenti comme une lourde perte pour la musique danoise et le monde du divertissement, pas seulement du fait de la personnalité sincère et attachante de Natasja Saad, mais aussi parce que sa carrière commençait tout juste à décoller.
Natasja est enterrée au cimetière Assistens Kirkegård, de Copenhague, pour artistes et pionniers, qui accueille par exemple H.C. Andersen, Søren Kierkegaard et le physicien Niels Bohr, mais aussi de plus en plus de stars plus récentes.

## Discographie

### Albums
- 2005: Release Album (Playground Music)
- 2007: I Danmark er jeg Født (In Denmark I am Born) (Playground Music)
- 2008: Shooting Star (Playground Music) released after her death

### Singles
- 2003: "Colors of My Mind" 12" (Mega Records)
- 2003: "Real Sponsor" 12" (Food Palace Music)
- 2004: "Summer Cute" 7" (Food Palace Music)
- 2004: "My Dogg /45 Questions" (Tuff Gong Distr.)
- 2005: "Op med Hovedet" CD single (Copenhagen Records)
- 2005: "Købmanden" (BMG)
- 2006: "Mon De Reggae"
- 2007: "Calabria 2007" (avec Enur)
- 2007: "Long Time" 7" (Sly & Robbie)
- 2007: "Gi' Mig Danmark Tilbage (Give Me Back Denmark)"
- 2008: "I Danmark er jeg født (In Denmark I was born)"
- 2008: "Better than dem (ft Beenie man)"
- 2008: "Fi Er Min"
- 2008: "Idle Y Braend"